# Bel (entreprise)
La société Bel est une entreprise française de l'industrie agroalimentaire ayant son siège à Suresnes dans les Hauts-de-Seine en région Île-de-France. Ses différents sites de transformation fabriquent et commercialisent des fromages industriels à pâte cuite, demi-cuite ou pressée dont beaucoup en portions. Les « Établissements Jules Bel » sont fondés en 1865 à Orgelet (Jura).
Les marques commerciales de cette société implantée dans une trentaine de pays sont distribuées dans 130 pays.
L'entreprise Bel est détenue depuis le 25 janvier 2022 à 100% par la holding familiale Unibel (dont la famille Fiévet est le premier actionnaire). 
Le 12 mai 2022, le conseil d’administration du groupe nomme Cécile Béliot directrice générale de Bel, et renouvelle le mandat d’Antoine Fiévet dans ses fonctions de président du conseil d’administration ,.

## Histoire
C'est en 1865 que les « Établissements Jules Bel » sont créés  à Orgelet (Jura).
La marque commerciale La vache qui rit quant à elle n'est déposée qu'en 1921.
En 1929, Bel crée sa première filiale au Royaume-Uni puis  en Belgique en 1933.
La marque Bonbel est lancée en 1947 puis c'est au tour de la marque Babybel en 1952.
En 1959, une filiale est créée en Allemagne. Cette année marque également l'acquisition de la marque Port Salut déposée en 1874 et du « secret de Darfeld » à l'origine du fromage créé en 1815 par des moines.
La vache qui rit apéritif cocktail nature est lancée en 1960 (elle deviendra Apéricube en 1976).
En 1965, une filiale est en suite créée en Espagne qui deviendra Bel España.
La marque Kiri est lancée en 1966.
1967 marque la création d’une filiale aux Pays-Bas qui deviendra Bel Nederland.
En 1968, les Fromageries Picon entrent dans le groupe Bel.
C'est en 1970 que la première filiale du groupe ouvre aux États-Unis.
1972 marque l'acquisition de la société Samos, fabriquant le Samos 99 et le lancement de la marque Sylphide.
En 1973, la marque acquiert Crowson en Grande-Bretagne qui deviendra Bel UK et création d’une filiale en Suisse qui deviendra Bel Suisse.
En 1974, Bel ouvre une filiale au Maroc. Cette filiale deviendra plus tard SIALIM.
En 1976, la Société anonyme des fermiers réunis (SAFR) et de ses filiales (Rouy, Le Roitelet, etc.) est intégrée dans le Groupe Bel.
En 1977, la marque acquiert une société italienne qui deviendra Bel Cademartori. Lancement de la marque Mini Babybel.
En 1978, elle acquiert  une société en Suède qui deviendra Bel Sverige.
En 1983 est Créée la filiale néerlandaise BELDIS NL BV à IJsselstein (U) Pays-Bas.
En 1989, l'entreprise acquiert la société Adler en Allemagne. Cette dernière devient Bel Adler (Edelcreme).
En 1990, Bel lance la marque Mini Bonbel.
En 1991, acquisition de la société Maredsous en Belgique.
En 1994, le groupe rachète la société Queserias Ibericas (Espagne) ainsi que l'Italien Cademartori, qui devient en 2001 Bel Cademartori.
En 1995, Bel lance Pik & Croq', une création de Pick and Mix avec le lancement de 6 au Choix.
En 1996, acquisition de la société Lacto Ibérica au Portugal (Limiano, Terra Nostra) et de la société Kaukauna aux États-Unis qui deviendra Bel Kaukauna.
En 1998, une filiale voit le jour en Egypte (Bel Egypt). La même année, l'acquisition de Middle East Food Industry est actée et elle devient ensuite Société Alimentaire de Bel Egypt. L'acquisition de Kraft Chorzele (Pologne) est également officialisée tout comme le lancement de la marque Mini Babybel jaune au Maasdam.
En 2000, Bel rachète la société Zeletavska Syrarna en République tchèque (Zeletava, Apetitto) et de la société Zempmilk en Slovaquie (Karicka). Cette même année, la fermeture de l'usine de la  fromagerie Picon à Saint-Félix est actée.
En 2001, création d'une filiale en Algérie (Bel Algérie).
En 2002,  acquisition des actifs Merkts et Owl’s Nest par Bel Kaukauna aux États-Unis. Acquisition de Syrokrem en Slovaquie. Création de filiales en Grèce (Fromageries Bel Hellas) et en Tunisie (Bel Tunisie). Cession de l’activité « pâtes molles » de la SAFR. Acquisition auprès de Royal Wessanen du groupe néerlandais Leerdammer et de ses filiales européennes implantées en Allemagne, en France, en Italie, au Royaume-Uni, en Belgique et en République tchèque.
En 2003, le groupe Bel ferme la fromagerie de Venarey-les-Laumes. Il cède également son activité Manchego de la société Queserías Ibéricas.
En 2005, Bel cède ses activités rassemblées sous la marque Cademartori. Création d’une filiale en Syrie (Bel Syrie).
En 2007, Bel acquiert la marque Boursin auprès d'Unilever pour 400 millions d'euros.

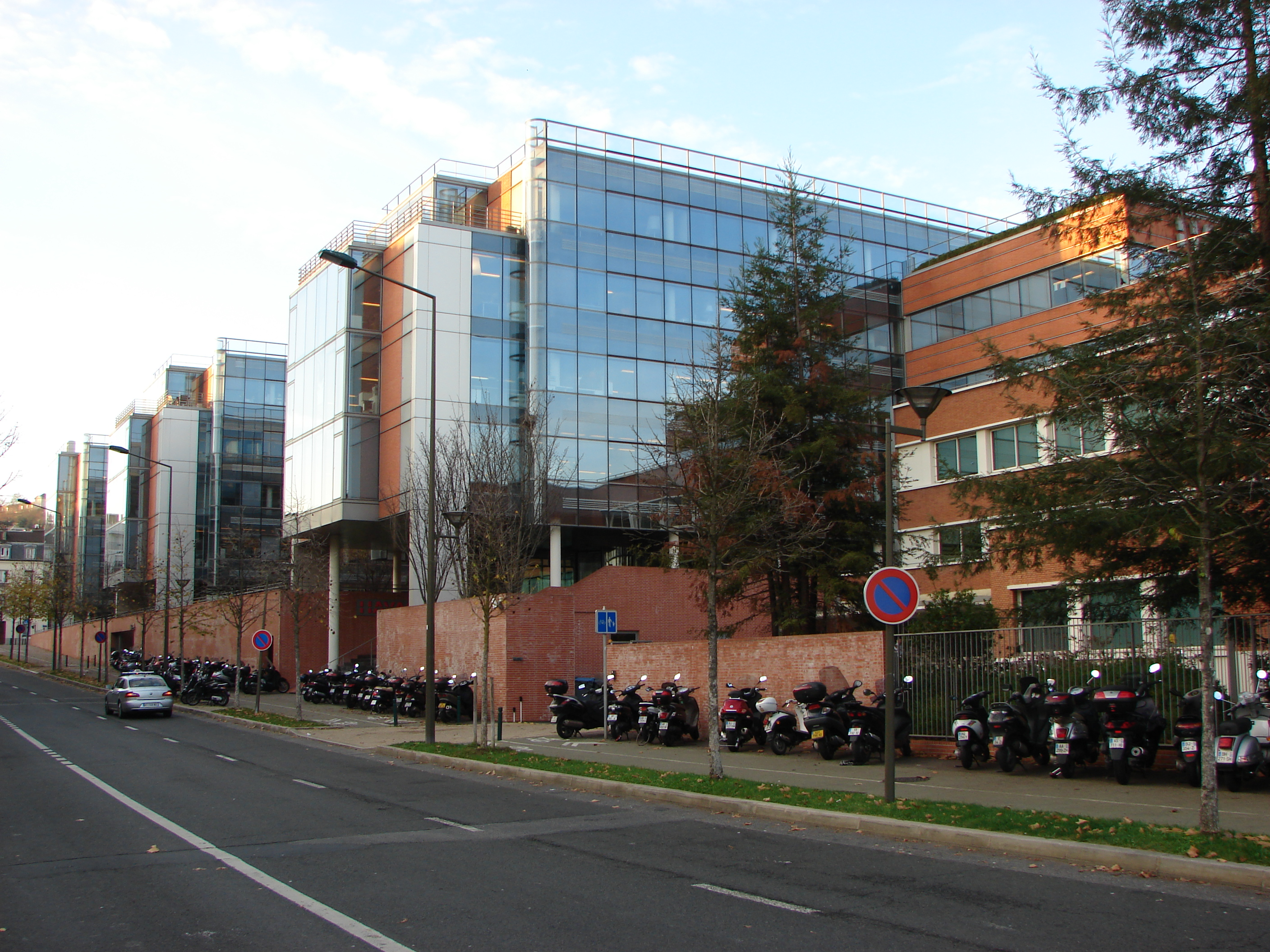
Siège de Bel.

En 2016, le siège de Bel déménage à Suresnes (Hauts-de-Seine), sur l'ancien site de l'usine de parfumerie Coty.
En octobre 2016, Bel acquiert pour 850 millions d'euros une participation de 65 % dans le groupe MOM, qui possède notamment les marques Mont Blanc et Materne.
En mars 2020, Bel fait l'acquisition de All In Foods (spécialisée dans les alternatives végétales) qui possède la marque Nature & Moi et lance en avril 2021 la gamme Nurishh qui la remplace.
En octobre 2020, le groupe annonce le lancement prochain d'un Boursin et d'un Babybel à base végétale. 
En mars 2021, Bel annonce un accord avec Lactalis, lui vendant la marque Leerdammer, mais aussi ses filiales allemandes, italiennes et ukrainienne contre la participation de 23,16 % que détient Lactalis dans Bel.
Au premier semestre 2022, plombé par l'inflation, le bénéfice net du groupe Bel descend à 34,2 millions d'euros, ce qui correspond à une baisse de près de 50 % par rapport à 2021 sur la même période. Le chiffre d'affaires quant à lui se stabilise à 1,6 milliard d'euros.
La même année, le groupe fait l’acquisition de la société chinoise Shandong Junjun Cheese, et fonde une coentreprise avec l’entreprise Britannia, où Bel prend une participation de 49 % dans la nouvelle filiale du groupe agroalimentaire indien. 
En décembre 2024, les  familles Fiévet, Sauvin et Dufort, autrefois en froid, se réconcilient et signent un acte d'actionnaires qui leur confère 98,52 % du capital et 93,54 % des droits de vote de la holding Unibel après une OPA commune sur la holding qui contrôle le groupe. 

### Identité visuelle (logotype)

Logo du groupe Bel jusqu'en mars 2010.
À partir de mars 2010.
Logo du groupe Bel depuis octobre 2019[25].

## Sites de production en France
Les sites de production du Groupe Bel en France sont situés à Lons-le-Saunier, Dole, Sablé-sur-Sarthe, Évron, Croisy-sur-Eure, Vendôme, La Ferté-Bernard et Mayenne.

## Marques et gammes
Bel possède une gamme d'une trentaine de marques internationales. Parmi celles-ci, Adler-Edelcrème, Apéricube (1960), BabyBel (1952), Bonbel (1947), Boursin (2007), Cantadou, Cousteron, Karička, Karper (2006), Kaukauna, Kiri (1966), Limiano, Maredsous, Materne, Mont Blanc, Merkts, Nurishh, Picon, Pom'Potes, Port Salut (2012), Price's, Régal Picon, Smetanito / Želatava, Sylphide, Syrokrém, Terra Nostra, Toastinette, La vache qui rit (1921), Wispride.